# Камбулат (Ставропольский край)
Камбула́т — село в составе Туркменского района (муниципального округа) Ставропольского края России.

## География
Село находится в открытой местности на реке Камбулат. Преобладающее направление ветров — восточное и северо-восточное.
Расстояние до краевого центра: 93 км.
Расстояние до районного центра: 30 км.
Площадь поселения составляет 153,01 км².

## История
В 1830 году на берегу реки Камбулат поселился с семейством крестьянин Лихачёв, вскоре к нему присоединились ещё два семейства, и, таким образом, появился хутор Большие Ягуры, как отселок села Петровского. К середине 1830-х годов в хуторе проживало 12 семейств (79 душ) государственных крестьян переселенцев из села Донская Балка и 5 семейств (24 души) из села Петровского. Старожилы рассказывали о многих случаях нападений горцев на село в 30-х годах XIX века.
В 1840 году хутор был обращен в казённое село Большие Ягуры.
В 1855 на основе отсёлков Большие Ягуры и Камбулат, отселков села Николина Балка и ряда близлежащих хуторов было основано село Введенское.
В 1859 году в селе было 122 двора и проживало 366 душ мужского пола и 375 душ женского пола.
В 1868 году жители построили себе церковь Казанской иконы Божьей матери.
На 1913 год село входило в состав Благодарненского уезда Ставропольской губернии.
В 1918 году на Ставрополье начался процесс коллективизации, не получивший достаточного развития из-за гражданской войны. После окончательного установления советской власти в регионе стали создаваться коммуны и артели, организуемые бывшими красноармейцами. В 1924 году в селе Камбулатском были образованы артели «Братский Союз», «Трудовой Союз» и семенное товарищество № 1.
До 16 марта 2020 года село образовывало упразднённое сельское поселение село Камбулат.

## Население
| 1897  | 1903  | 1925  | 1926  | 1989  | 2002  | 2010  | 2011  | 2012  |
| ----- | ----- | ----- | ----- | ----- | ----- | ----- | ----- | ----- |
| 4394  | ↗4687 | ↗4779 | ↗4793 | ↘2375 | ↗2506 | ↘2298 | ↘2294 | ↘2225 |
| 2013  | 2014  | 2015  | 2016  | 2017  | 2018  | 2019  | 2020  | 2021  |
| ↘2182 | ↘2133 | ↘2106 | ↘2093 | ↘2081 | ↘2054 | ↘1975 | ↘1952 | ↗2041 |

По данным переписи 2002 года, в национальной структуре населения преобладают русские (93 %).

## Инфраструктура
- Центр культуры и досуга[29]
- Библиотека. Открыта 4 ноября 1925 года[4]

## Образование
- Детский сад № 4. Открыт 8 декабря  1971 года[30]
- Средняя общеобразовательная школа № 3[31]. Открыта 1 сентября 1900 года[32]

## Люди, связанные с селом
- Ефрем Стефанович Таранов (1911-1974)– комбайнёр Камбулатской МТС, Герой Социалистического Труда[33]

## Памятники
- Братская могила воинов, погибших в борьбе за власть советов. 1918—1920, 1932 года[34]
- Обелиск партизанам гражданской войны и воинам ВОВ, сооружён в ознаменование борцам павшим за завоевания Октябрьской революции и независимость своей родины. 1932 год[35]
- Памятник воинам-землякам, погибшим в годы Великой Отечественной войны 1941—1945 гг. 1961 год[36]

## Кладбище
В 140 м южнее улицы Ленина расположено общественное открытое кладбище площадью 41 000 м².